# Hind Laroussi
Pour les articles homonymes, voir Laroussi.
Hind Laroussi Tahiri, dite Hind, née le 3 décembre 1984 à Gouda aux Pays-Bas, est une chanteuse néerlandaise d'origine marocaine.